# SingStar Italian Party
SingStar Italian Party es la segunda versión exclusiva para Italia y los países colindantes de habla italiana. Se trata de una colección de 20 exitosos temas italianos. En Europa, Sony publicó en los últimos 6 meses de 2007: SingStar '90s, SingStar Rock Ballads, SingStar R&B y una versión exclusiva además para cada país. Este fue el título lanzado en Italia; su equivalente en España es SingStar Latino.

## SingStar Italian PartyLista de canciones
| SingStar Italian Party |                              |
| 883                    | "Sei Un Mito"                |
| Adriano Pappalardo     | "Ricominciamo"               |
| Alex Baroni            | "Onde"                       |
| Daniele Silvestre      | "Gino e l'Alfetta"           |
| Eros Ramazzotti        | "Adesso tu"                  |
| Franco Califano        | "Tutto il resto è noia"      |
| Gianluca Grignani -    | "Destinazione Paradiso"      |
| Gigi D'Alessio         | "L'Amore Che Non C'è"        |
| Laura Pausini          | "Resta In Ascolto"           |
| Luca Barbarossa        | "Al Di Là Del Muro"          |
| Lucio Dalla            | "Attenti Al Lupo"            |
| Mango                  | "Ti Amo Così"                |
| Peppino di Capri       | "St Tropez Twist"            |
| RAF                    | "Sei La Più Bella Del Mondo" |
| Tiromancino            | "Amore Impossibile"          |
| Valeria Rossi          | "Tre Parole"                 |
| Vasco Rossi -          | "Albachiara"                 |
| Vasco Rossi -          | "C'è Chi Dice No"            |
| Zucchero               | "Diavolo In Me"              |
| Zucchero               | "Un Kilo"                    |